# BEAM
Bigelow Expandable Activity Module е планиран надуваем модул на Международната космическа станция, разработен от частната компания Bigelow Aerospace по поръчка на НАСА и планиран за изстрелване през 2015 година.
На 20 декември 2012 година НАСА сключва договор с Bigelow Aerospace на стойност $17,8 милиона за построяването и доставянето на BEAM. Модулът се състои от две части – надуваема част и системна част. Системната част, освен електронните подсистеми, системите за надуване и поддържане на налягането, включва и стандартен шлюз за скачване. Посредством шлюза, BEAM ще бъде прикрепен към Транквилити, където ще бъде тестван в продължение на две години. Астронавтите ще влизат в модула само периодично за проверки на структурата му. През останалото време модулът ще бъде затворен и ще бъдат измервани наличието и интензитета на евентуални течове. След двугодишен престой на станцията BEAM ще бъде изхвърлен зад борда на станцията и модулът ще изгори в атмосферата. BEAM ще бъде изстрелян до станцията в нехерметизираното товарно отделение на космическия кораб Дракон през 2015 година.